# محسن الخالدي
محسن جوهر الخالدي المعروف باسم محسن الخالدي (مواليد 1 يناير 1992) هو لاعب كرة قدم عماني يلعب كلاعب وسط يلعب حالياً في نادي صحار. مثّل منتخب عمان لكرة القدم.
لعب سابقاً مع أندية فنجاء وصحم ونادي أحد السعودي.

## روابط خارجية
- محسن الخالدي على موقع قاعدة بيانات كرة القدم.إي يو (الإنجليزية)
- محسن الخالدي على موقع ناشيونال فوتبول تيمز (الإنجليزية)
- محسن الخالدي على موقع Soccerway.com (الإنجليزية)
- محسن الخالدي على موقع عالم كرة القدم.نت (الإنجليزية)
- محسن الخالدي على موقع كووورة